# 12.ª Divisão (Japão)
A 12ª Divisão foi uma divisão de infantaria do Império do Japão que serviu durante a Segunda Guerra Mundial. A divisão foi formada 1 de outubro de 1898 em Ogura, sendo desmobilizada no mês de setembro de 1945 com o fim da guerra.

## Comandantes
| Comandante                       | Data                                          |
| -------------------------------- | --------------------------------------------- |
| General Shigeharu Oi             | 2 de julho de 1918 - 26 de agosto de 1919     |
| Lt. General Usaburo Kinoshita    | 26 de agosto de 1919 - 20 de julho de 1921    |
| General Shusei Morioka           | 20 de julho de 1921 - 6 de agosto de 1923     |
| General Nen Isomura              | 6 de agosto de 1923 - 28 de julho de 1926     |
| Lt. General Tsunesaburo Takegami | 28 de julho de 1926 - 8 de março de 1928      |
| Lt. General Hisamatsu Kanayama   | 8 de março de 1928 - 1 de agosto de 1930      |
| Lt. General Kiyoshi Kihara       | 1 de agosto de 1930 - 29 de fevereiro de 1932 |
| Marechal Hajime Sugiyama         | 29 de fevereiro de 1932 - 18 de março de 1933 |
| Lt. General Kazuo Otani          | 18 de março de 1933 - 15 de março de 1935     |
| Lt. General Kiyoshi Katsuki      | 15 de março de 1935 - 7 de março de 1936      |
| Lt. General Yoshishige Shimizu   | 7 de março de 1936 - 1 de março de 1937       |
| General Otozo Yamada             | 1 de março de 1937 - 8 de janeiro de 1938     |
| Lt. General Seitaro Uemura       | 8 de janeiro de 1938 - 9 de março de 1940     |
| General Masamitsu Kawabe         | 9 de março de 1940 - 1 de março de 1941       |
| Lt. General Yukio Kasahara       | 1 de março de 1941 - 1 de agosto de 1942      |
| Lt. General Takezo Numata        | 1 de agosto de 1942 - 29 de outubro de 1943   |
| Lt. General Hidezo Hitomi        | 29 de outubro de 1943 - de setembro de 1945   |

## Subordinação
- Grupo de Exércitos Kwantung - de abril de 1936
- 3º Exército - 13 de janeiro de 1938
- 10º Exército de Campo - de novembro de 1944

## Ordem da Batalha
agosto de 1940
- 12. Grupo de Infantaria (desmobilizada no dia 24 de novembro de 1943)
- 24. Regimento de Infantaria
- 46. Regimento de Infantaria
- 48. Regimento de Infantaria
- 12. Regimento de Reconhecimento
- 24. Regimento de Artilharia de Campo
- 18. Regimento de Engenharia
- 18. Regimento de Transporte
- Unidade de comunicação